# Максимова, Раиса Викторовна
Раи́са Ви́кторовна Макси́мова (2 ноября 1929, Саратов, СССР — 11 декабря 2024, Москва, Россия) — советская и российская актриса театра и кино; народная артистка РСФСР (1990).

## Биография
Родилась 2 ноября 1929 года в Саратове. В семнадцать лет начала работать в Театре драмы имени Карла Маркса с должности «артистки вспомогательного состава».
В 1946 году окончила Саратовское театральное училище и дебютировала на сцене Саратовского ТЮЗа, где играла до 1952 года.
В двадцать два года поступила в Школу-студию МХАТ на курс Павла Массальского; в  1956 году окончила вуз. Вместе с ней на одном курсе учились Олег Басилашвили, Татьяна Доронина, Михаил Козаков, Евгений Евстигнеев, Владимир Сергачёв.
По окончании Школы-студии принята в труппу МХАТа.
В 1980-е годы пять лет занимала пост заведующей режиссёрским управлением. При разделе театра на два коллектива в 1987 году ушла в МХТ имени Чехова. В последний раз выходила на сцену МХТ имени Чехова за три недели до смерти.
Скончалась 11 декабря 2024 года в возрасте 95 лет. Похоронена на Троекуровском кладбище.

### Семья
- Муж — Владимир Гриневич, учёный-химик (вместе прожили более 50 лет, вплоть до его смерти);
  - Сын — Андрей Владимирович Гриневич, актёр (род. 1956);
  - Сын — Алексей Владимирович Гриневич, окончил театроведческое отделение ГИТИСа, был бизнесменом[2]. Скончался в 2021 году от рака[9].

## Роли в театре
Саратовский ТЮЗ
- 1950 — «Аттестат зрелости» Л. Гераскиной — Яковлева Антонина Николаевна[2]
- 1950 — «Не всё коту масленица» А. Островского — Агния[10]
- 1950 — «Нищий и Принц» М. Твена — Шёлковый паж[11]
- 1950 — «Семья» И. Попова — Работница[12]
- 1950 — «Слуга двух хозяев» по пьесе К. Гольдони «Слуга двух господ» — Беатриче[13]
- 1950 — «Тристан и Изольда» А. Бруштейн — Изольда[14]
- 1951 — «Где-то в Сибири» И. Ирошниковой — Галя, лаборантка[15]
- 1952 — «Гимназисты» К. Тренёва — Ирина[16]
- 1952 — «Ревизор» Н. Гоголя — гостья[17]
- 1952 — «Ромео и Джульетта» У. Шекспирa — Джульетта[18]

Школа-студия МХАТ
- 1955 — «Нора» Г. Ибсена (дипломный спектакль Школы-студии МХАТ) — Нора[19]

МХАТ (1956—1987)
- 1957 — «Безымянная звезда» М. Себастьяна, режиссёры: Мария Кнебель и Василий Марков — Мона
- 1957 — «Ученик дьявола» Б. Шоу, режиссёры: Григорий Конский и Юрий Недзвецкий — Джудит
- 1958 — «Три сестры» А. Чехова — Ирина
- 1969 — «Царская милость» К. Зидарова — Вела
- 1971 — «Последние» М. Горького — Надежда
- 1973 — «Старый Новый год» М. Рощина — Клава Полуорлова
- 1977 — «Дачники» М. Горького — Ольга Алексеевна[20]
- 1978 — «Утиная охота» А. Вампилова — Валерия, Вера
- 1980 — «Возчик Геншель» Г. Гауптмана, режиссёр: Владимир Салюк — фрау Геншель
- 1981 — «Тартюф» Мольера. Режиссёр: Анатолий Эфрос — Госпожа Пернель, мать Оргона
- 1981 — «Так победим!» М. Шатрова — комсомолка[21]
- 1982 — «Татуированная роза» Т. Уильямса, режиссёр: Роман Виктюк — Стрэга[22]
- «Синяя птица» М. Метерлинка — Фея
- «На дне» М. Горького — Наташа, позже Настя
- «Три сестры» А. Чехова — Ольга

МХТ имени А. П. Чехова
- 1987 — «Перламутровая Зинаида» М. Рощина — Бабка Маруся
- 1988 — «Кабала святош» по пьесе «Мольер» М. Булгакова — Ренэ, дряхлая нянька Мольера
- 1990 — «Ундина» Ж. Жироду — Эжени[23]
- 1994 — «Новый американец» А. Марьямова, С. Довлатова, режиссёр: Пётр Штейн (Малая сцена) — Официантка[24]
- 2000 — «Профессия миссис Уоррен» Б. Шоу — Миссис Уоррен[25]
- 2001 — «Кабала святош» по пьесе «Мольер» М. Булгакова, режиссёр: Адольф Шапиро — Ренэ, дряхлая нянька Мольера[26]
- 2002 — «Ретро» А. Галина, режиссёр: Андрей Мягков — Нина Ивановна Воронкова[27]
- 2003 — «Немного нежности» А. Николаи, режиссёр: Аркадий Кац (Малая сцена) — Нанда[28]
- 2004 — «Лес» А. Островского, режиссёр: Кирилл Серебренников — Бодаева Уара Кирилловна[29]
- 2004 — «Кошки-мышки» И. Эркеня, режиссёр: Юрий Ерёмин (Малая сцена) — Паула[30]
- 2007 — «Двенадцать картин из жизни художника» Ю. Купера, режиссёр: Владимир Петров — Бабушка Дитина[31]
- 2017 — «Северный ветер» Р. Литвиновой, режиссёр: Рената Литвинова (Малая сцена) — Вечная Алиса[32]
- 2021 — «Звезда вашего периода» Р. Литвиновой, режиссёр: Рената Литвинова — мама Маргариты[33]

## Фильмография
- 1956 — Как Джанни попал в ад — Лауретта (поёт М. Звездина)
- 1958 — Идиот — Аглая Епанчина
- 1961 — Воскресение — эпизод (нет в титрах)
- 1965 — Учитель словесности — Варя
- 1973 — Моя судьба — Горшкова-мать
- 1976 — Вдовы — Алла, подруга погибшего фронтовика
- 1976 — Сибирь — пассажирка
- 1989 — Женщины, которым повезло — эпизод
- 1999 — Послушай, не идёт ли дождь — мать Юры
- 2007 — Закон и порядок: Отдел оперативных расследований — Елена Михайловна Клименко (серия «Сливки общества»)

## Телеспектакли
- 1963 — Три Ивана
- 1968 — Астронавты
- 1970 — Марианна Колли
- 1973 — Царская милость
- 1982 — Возчик Геншель — фрау Геншель
- 1983 — Героини пьес Островского
- 1987 — Так победим! — комсомолка
- 1988 — Кабала святош — Ренэ, дряхлая нянька Мольера
- 1989 — Тартюф — Госпожа Пернель, мать Оргона

## Награды и звания
- заслуженная артистка РСФСР (3 апреля 1969) — за заслуги в области советского театрального искусства[34];
- народная артистка РСФСР (26 февраля 1990) — за большие заслуги в развитии советского театрального искусства[35];
- орден Дружбы (23 октября 1998) — за многолетнюю плодотворную деятельность в области театрального искусства и в связи со 100-летием Московского Художественного академического театра[36];
- орден Почёта (1 октября 2005) — за заслуги в области культуры и искусства, многолетнюю плодотворную деятельность[37];
- орден «За заслуги перед Отечеством» IV степени (13 ноября 2009) — за большой вклад в развитие отечественного театрального искусства и многолетнюю творческую деятельность[38];
- почётная грамота Президента Российской Федерации (5 ноября 2014) — за заслуги в развитии отечественной культуры и многолетнюю плодотворную деятельность[39];
- орден Александра Невского (14 сентября 2020) — за большой вклад в развитие отечественной культуры и искусства, многолетнюю плодотворную деятельность[40].

## Отзывы в прессе
«Ретро»
Театральный обозреватель Алексей Филиппов на страницах «Известий» выделяет игру Р. Максимовой: «работает точно, по системе, отражая партнёра и сопереживая».
«Звезда вашего периода»
В рецензии на спектакль Сергей Николаевич называет Р. Максимову «последней „гордой полячкой“ мхатовской сцены в окружении самозванцев и лжезвёзд».

…самой живой в спектакле Литвиновой станет старейшая мхатовская актриса Раиса Максимова в роли мамы главной героини. Несмотря на свой 91 год, она единственная из всех актёров, занятых в спектакле, кто может обойтись без спасительного микрофона, приклеенного к щеке. Сильный, от природы поставленный голос Раисы Викторовны, когда она исполняет фрагмент монолога Марины Мнишек из пушкинского «Бориса Годунова», прекрасно слышен даже на галёрке.
— Сергей Николаевич, «Сноб» 5 марта 2021

…эпизод с маменькой Маргариты, которую вывозят в кресле и которая выдаёт «сцену у фонтана» в лучших мхатовских традициях: Раиса Максимова как бы от своего настоящего лица, самим присутствием на сцене продолжает ту документальную череду актрис прошлого, которых когда-то Литвинова снимала в своем фильме «Нет смерти для меня».
— Наталья Шаинян, «Петербургский театральный журнал» 10 марта 2021